# Nançois-sur-Ornain
Nançois-sur-Ornain település Franciaországban, Meuse megyében. Lakosainak száma 362 fő (2022. január 1.). Nançois-sur-Ornain Salmagne, Willeroncourt, Erneville-aux-Bois, Tronville-en-Barrois és Velaines községekkel határos.

## Népesség
A település népességének változása:
| Lakosok száma | 400  | 454  | 445  | 375  | 388  | 389  | 384  | 373  | 367  | 362  |
|               | 1968 | 1982 | 1990 | 2006 | 2013 | 2015 | 2017 | 2019 | 2020 | 2022 |